# بلدة مانشستر (ميشيغان)
مانشستر (بالإنجليزية: Manchester Township, Michigan)‏ هي بلدة تقع بولاية ميشيغان في الولايات المتحدة. تبلغ مساحتها 100.4 (كم²)، وترتفع عن سطح البحر 298 م، بلغ عدد سكانها 4569 نسمة في عام تعداد الولايات المتحدة 2010 حسب إحصاء مكتب تعداد الولايات المتحدة .

## وصلات خارجية
- twp-manchester.org
- The US50 - Cities and Towns in Michigan State
- Michigan Cities and Towns, Facts, Map, Flag, Colleges, Government, and More